# Melanie Gerrits
Melanie Gerrits (15 november 2000) is een Nederlands voetbalspeelster. Ze speelde eenmalig een wedstrijd in de Eredivisie voor sc Heerenveen, en stapte in seizoen 2020–21 over naar het Duitse RB Leipzig, dat uitkomt in de 2. Bundesliga.

## Statistieken
| Seizoen | Club          | Land      | Competitie    | Wedstrijden | Doelpunten |
| ------- | ------------- | --------- | ------------- | ----------- | ---------- |
| 2019/20 | sc Heerenveen | Nederland | Eredivisie    | 1           | 0          |
| 2020/21 | RB Leipzig    | Nederland | 2. Bundesliga | –           | –          |
| Totaal  | Totaal        | Totaal    | Totaal        | 1           | 0          |

Laatste update: september 2020
1 Resink ·
3 Meijer ·
4 Smits ·
5 Teijema ·
6 Schouwstra ·
8 De Haas ·
9 Maatman ·
10 Van Beijeren ·
11 Iedema ·
12 Appelmann ·
13 Van Rheenen ·
14 Van Vilsteren ·
15 Macleane ·
15 Brouwer ·
16 Nassette ·
17 Udink ·
18 Kerkhof ·
20 Stockmar ·
21 Maass ·
22 Thurkow ·
24 Werther ·
25 Zwart ·
25 Speek ·
30 Faber ·
32 Van der Velde ·
36 Biegbudu ·
38 Hiemstra ·
Coach: Tarvajärvi